# Rachelu, Tulcea
Rachelu este un sat în comuna Luncavița din județul Tulcea, Dobrogea, România. Se află în partea de nord-vest a județului, în Lunca Dunării și pe zonele colinare ale Dealurilor Tulcei. Partea de sud a teritoriului administrativ este acoperită de păduri de foioase, teiul fiind specia cea mai răspândită, alături de gorun, stejar brumăriu, carpen, frasin și altele. Relieful este accidentat, dealurile fiind brăzdate de văi adânci, cu pâraie a căror cursuri de apă sunt nepermanente și care, în timpul ploilor de vară, pot căpăta aspecte de torențialitate. Agricultura în zona colinară este practicată pe platouri și versanți adesea erodați, producțiile agricole fiind deseori scăzute. În partea de nord a localității se întinde un teritoriu vast, care formează albia majoră a Dunării. Altădată acest teren era acoperit cu apele Dunării și era raiul peștilor. Astăzi teritoriul este desecat și terenurile sunt utilizate pentru agricultură. Până la intervenția brutală a omului, satul s-a bucurat de o împletire armonioasă a folosințelor (apă, teren agricol, pădure, pășune) și de o varietate de resurse.

## "Rachelu alături"
"Rachelu alături" este un concept alegoric recomandat autorităților de către unii localnici prin care se sugerează că e timpul pentru o abordare de dezvoltare nouă. Conform acestui concept, direcțiile de dezvoltare trebuie  să fie complet schimbate. Localitatea este situată pe o zonă colinară, cu energie mare de relief, iar străzile sunt în mare parte cu lățimi mici, neregulate ca formă și care, urmare a eroziunilor de suprafață, se situează cu platforma drumului mult sub cota naturală a terenului. Realizarea rețelelor de utilități într-o zonă atât de fragmentată și degradată presupune cheltuieli enorme. Modernizarea străzilor prin asfaltare necesită cheltuieli de neimaginat pentru lucrările de apărare consolidare (ziduri de sprijin, șanțuri de scurgere, etc.). În plus, acoperirea străzilor cu îmbrăcăminte asfaltică va crește viteza de scurgere a apelor, ceea ce va vulnerabiliza obiectivele limitrofe (garduri, locuințe, ș.a.). În această situație sunt multe alte localități din România, de accea relocarea localităților trebuie să fie luată în considerare, cu o arhitectură nouă, cu spații speciale pentru rețelele de utilități subterane, cu spații verzi, parcări, etc. Mai ieftin și mai frumos! 